# Voorhees (Nueva Jersey)
Voorhees es un lugar designado por el censo ubicado en el condado de Somerset en el estado estadounidense de Nueva Jersey. En el año 2010 tenía una población de 976 habitantes.

## Geografía
Voorhees se encuentra ubicado en las coordenadas 40°28′56.63″N 74°29′31.41″O / 40.4823972, -74.4920583.